# راقم محمد باشا
راقم محمد باشا سياسي عثماني شغل منصب والي مصر منذ 1767 حتى 1768.